# Geosyntetyki

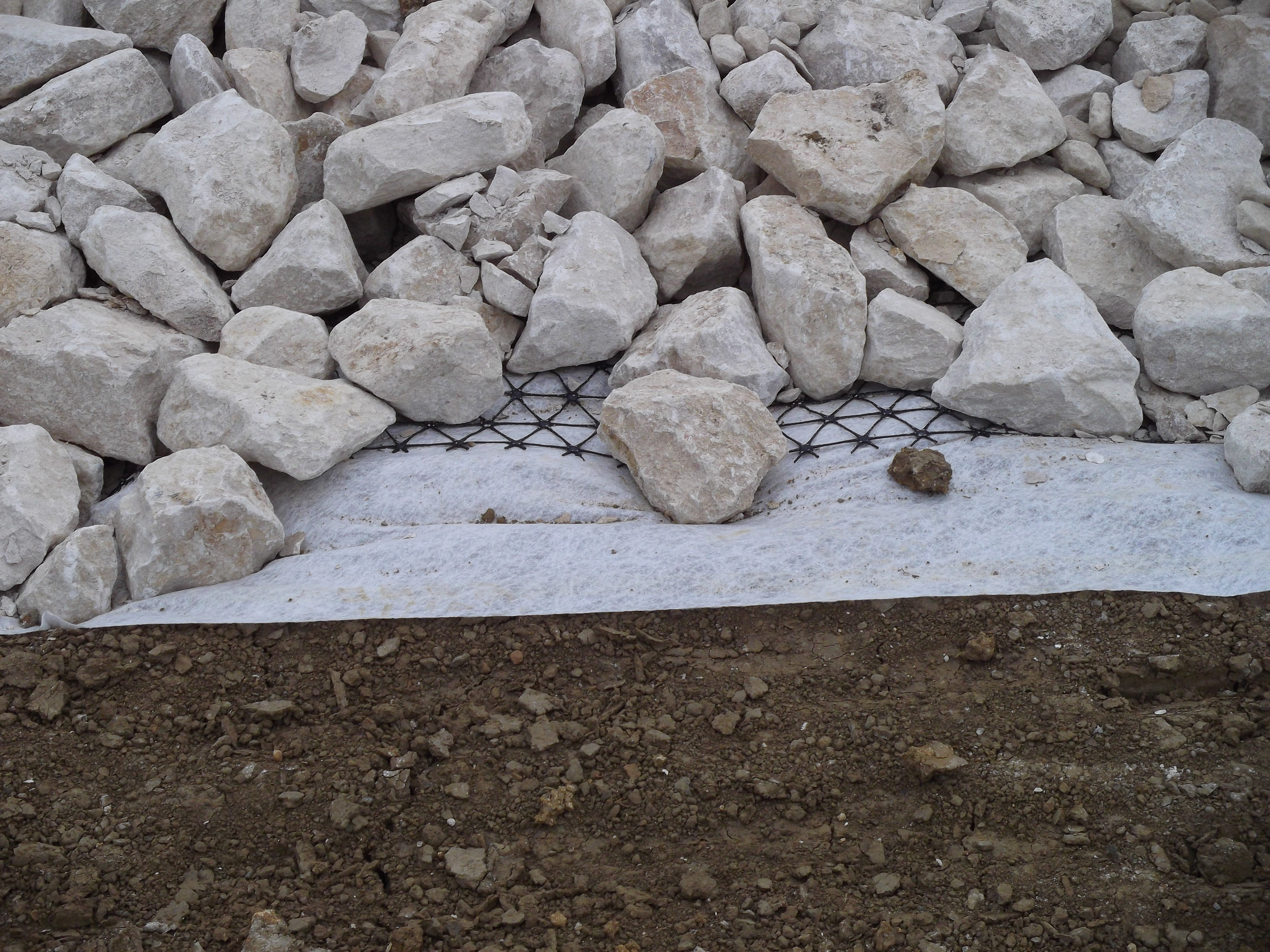
Zastosowanie geosiatki i geowłókniny

Geosyntetyki – szereg produktów polimerowych, które charakteryzując się wysoką trwałością, są wbudowywane w podłoże gruntowe w celu rozwiązywania rozmaitych problemów geotechnicznych. Przykładowo mogą być one stosowane w podbudowach dróg, parkingów itp., jako bariery w podłożu obszarów składowania odpadów lub zbiorników wodnych, kanałów, w zaporach wodnych, nasypach, a nawet w rolnictwie. Termin odnosi się do siedmiu głównych kategorii: geowłókniny, geotkaniny, geosiatki, geomembrany, geowykładziny bentonitowej, geopianki i geokompozytów.

## Rodzaje geosyntektyków

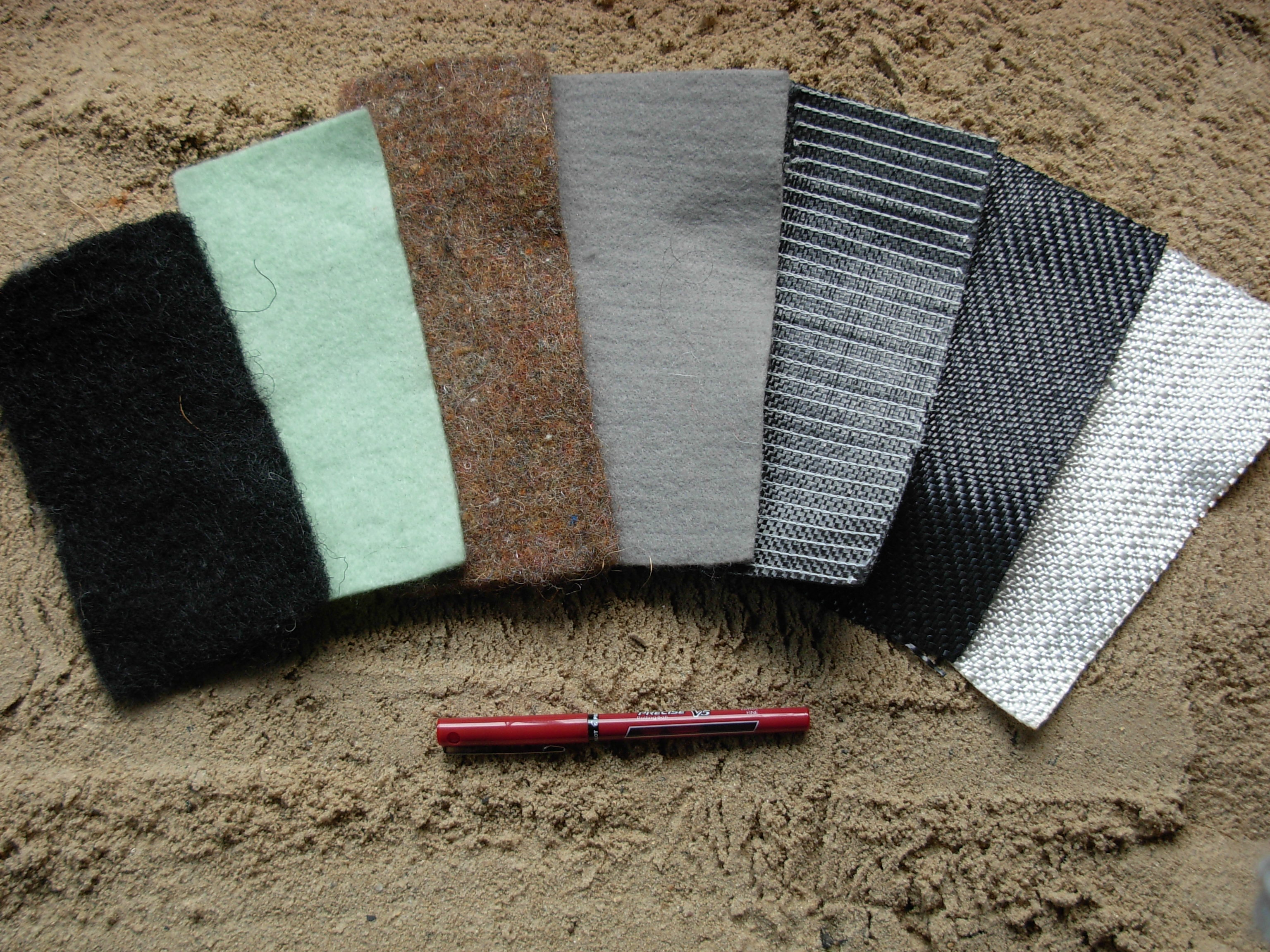
Przykłady geowłóknin i geotkanin

### Geowłókniny
Geowłókniny to płaskie geosyntetyki wytwarzane z włókien polipropylenowych lub poliestrowych. Charakteryzują się wysokimi wodoprzepuszczalniościami oraz stosunkowo dużymi wydłużeniami. Rekomendowane są jako warstwy separacyjne, filtracyjne oraz ochronne.

### Geotkaniny
Geotkaniny to płaskie geosyntetyki wytwarzane w procesie tkanina z pasm lub wiązek polipropylenowych, poliestrowych lub polietylenowych. Charakteryzują się wysokimi wytrzymałościami. Rekomendowane są jako warstwy wzmacniające oraz separacyjne.
Geowłókniny i geotkaniny tworzą najobszerniejszą grupę wśród geosyntetyków.
Geowłókniny i geotkaniny pełnią co najmniej jedną z następujących funkcji: wzmacnianie (np. podbudowy dróg, zboczy), ochrona przed erozją (np. działalnością morza), filtrowanie (np. ochrona przed wymywaniem lub zamulaniem) i odprowadzenie płynów.

### Geosiatki

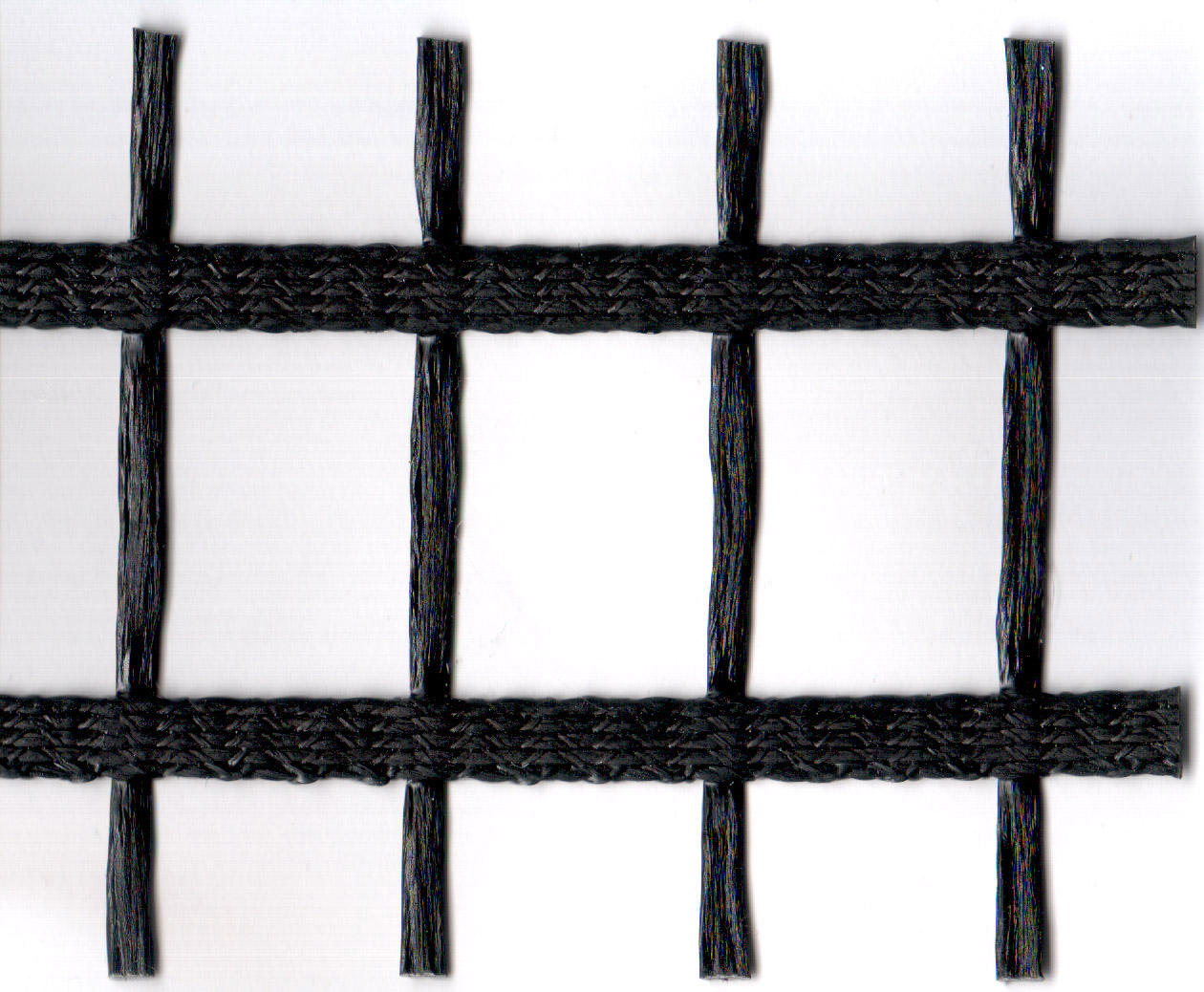
Geosiatka jednokierunkowa GX 80/30

Geosiatki to płaskie geosyntetyki wytwarzane z polipropylenu, poliestru, polietylenu, poliwinylalkoholu lub włókien szklanych w różnych technologiach (tkanie, przeplatanie, wyciąganie, zgrzewanie). Charakteryzują się dużymi wytrzymałościami oraz zdolnością zazębienia się z kruszywami. Rekomendowane są jako warstwy wzmacniające konstrukcje ziemne w konstrukcjach wykonanych z kruszyw.
Szczególną grupą geosiatek, są siatki szklane charakteryzujące się wysoką sztywnością (wydłużenie do 3%) oraz odpornością na wysokie temperatury, dzięki czemu bardzo dobrze nadają się do zbrojenia nawierzchni asfaltowych.

### Geokraty
Geokraty (geosiatki komórkowe, geokomórki) po raz pierwszy zastosowane pod koniec lat siedemdziesiątych XX wieku jako efekt współpracy naukowców z Korpusem Inżynieryjnym Armii Amerykańskiej. Stosowane były pioniersko podczas wojny w Zatoce Perskiej. W Polsce stosowane są od roku 1995.
System geosiatki komórkowej wpływa korzystnie na własności niespoistych materiałów (żwir, piasek). Zamknięcie tych materiałów w środku komórek geosyntetycznych pozwala również na odpowiednio wysokie ich zagęszczenie.
Głównym elementem systemu są przestrzenne sekcje wypełnione różnymi materiałami zasypowymi. Takie polepszenie zasypu umożliwia wyeliminowanie kosztowniejszych, bardziej skomplikowanych elementów czy drogich technik. Geosiatka komórkowa optymalnie rozwiązuje problem słabej nośności gruntu, jednocześnie ograniczając koszty związane z jego wzmacnianiem.
Efektem zastosowania geosiatki komórkowej są m.in. trwałe, wytrzymałe nawierzchnie, odporne na duże obciążenia (np. drogi odporne na powstawanie kolein).
Zastosowania
- ulepszenie słabych podłoży pod nawierzchniami dróg samochodowych i kolejowych, dojazdowych, tymczasowych, leśnych o nieulepszonej nawierzchni dla ruchu pojazdów lekkich i średnich, dojazdów do posesji i parkingów dla samochodów osobowych i dostawczych
- formowanie nasypów w budownictwie komunikacyjnym oraz zabezpieczenia przeciwerozyjnego powierzchni skarp, kanałów, rowów i zbiorników wodnych
- poszerzanie istniejących linii komunikacyjnych, rekonstrukcji skarp i wałów

### Pokrycia przeciwerozyjne
Różnego rodzaju materiały służące powierzchniowemu zabezpieczeniu skarp przeciw erozji.

### Geomembrany
Geomembrany są nieprzepuszczalne i są stosowane w celu izolacji i zatrzymywania cieczy. Ważne jest, by materiał, z którego wykonana jest geomembrana, był odporny na rozrywanie przy wydłużeniu dochodzącym nawet do 1000%. Zaletą geomembran jest niska wodochłonność, odporność mechaniczna, biologiczna i chemiczna, trwałość oraz nieszkodliwość dla środowiska.
Geomembrany najczęściej zbudowane są z:
- termoplastów PE-HD, PE-LD, PVC-P, PE-C, ECB;
- elastomerów IIR, EPDM, NBR, CR, CSM.

Zastosowanie:
- składowiska odpadów;
- oczyszczalnie ścieków;
- sztuczne zbiorniki wodne, zbiorniki na nieczystości, zbiorniki na gnojowicę;
- stawy hodowlane i oczka wodne;
- budowle inżynierskie w tym hydrotechniczne;
- budowa tzw. zielonych dachów.

### Geokompozyty
Geokompozyty są połączeniem pozostałych pięciu rodzajów geosyntetyków. Ze względu na konstrukcję oraz spełniane funkcje geokompozyty dzieli się na:
- wzmacniające do gruntów – geowłókniny połączone z elementem wzmacniającym, np. siatką, tkaniną lub wzmocnione włóknami (np. Polyfelt PEC);
- wzmacniające do bitumicznych nawierzchni drogowych – geowłókniny połączone wiązkami włókien szklanych lub siatką;
- drenażowe – zawierające rdzeń przestrzenny połączony z jednej lub dwóch stron z geowłókniną filtracyjną;
- drenażowo-uszczelniające – zawierające rdzeń przestrzenny połączony z jednej strony z geowłókniną filtracyjną, a z drugiej z geomembraną (folią); może być to także geomembrana wytłaczana (stanowiąca jednocześnie rdzeń przestrzenny) połączona z geowłókniną filtracyjną;
- przeciwerozyjne – maty przestrzenne wzmocnione geosiatką, co pozwala na zabezpieczenie wyższych skarp oraz skarp o większym nachyleniu.